# Jacques Fredet
Jacques Fredet, es un arquitecto y ensayista francés. 

## Biografía
Jacques Fredet es diplomado de la Escuela de Bellas Artes (París) y de la Universidad de Pensilvania. Ha trabajado durante dos años en la agencia de Louis Kahn. Ha sido profesor durante 30 años en la École nationale supérieure d'architecture de Paris-Belleville (ENSAPB).
Ha participado en la redacción de la revista Encyclopédie des Nuisances.

## Bibliografía

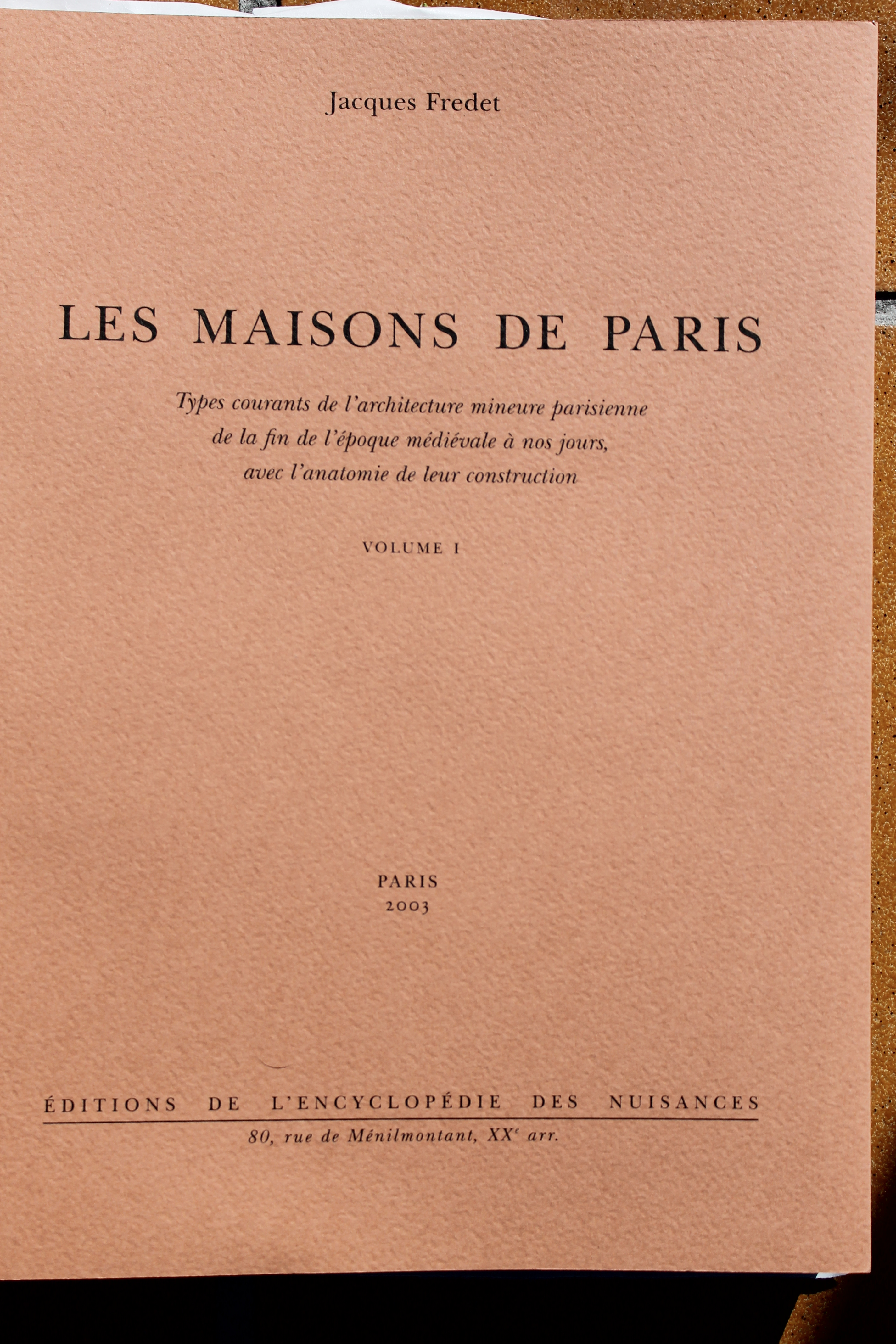
Les Maisons de Paris

### Libros
- De l'Usage de la géométrie en architecture : Illustré par l'étude de quelques tracés urbains et maisons de rapport à Paris au XIX, IERAU, 1977.
- Les Maisons de Paris, Éditions de l'Encyclopédie des Nuisances, 3 volúmenes, 2003.
- Guide du diagnostic des structures dans les bâtiments d'habitation anciens, Le Moniteur, 2013.
- Mettre en forme et composer le projet d'architecture, 4 volúmenes, Fario, 2016.[2]

### Revista
- Fario, nº 13, Qu’avons-nous fait de la beauté ?, Invierno 2013 - Primavera 2014.[3]